# Litz Bluff
Das Litz Bluff ist ein vereistes Kliff auf der Thurston-Insel vor der Eights-Küste des westantarktischen Ellsworthlands. In den Walker Mountains ragt es mit Felsvorsprüngen an der Frontseite 3 km westlich des Mount Borgeson auf.
Das Advisory Committee on Antarctic Names benannte es 2003 nach Martin Eugene Litz (* 1926), Navigator und zweiter Pilot an Bord einer Martin PBM Mariner zur Erstellung von Luftaufnahmen von der Thurston-Insel und der benachbarten Festlandküste im Rahmen der von der United States Navy durchgeführten Operation Highjump (1946–1947).